# 馬祖氣象站
馬祖氣象站位於中華民國福建省連江縣南竿鄉四維村，為交通部中央氣象署所屬的三等氣象測報機構，也是氣象署轄屬距離臺灣本島最北端的有人駐站氣象站，該站最初為氣象署與中華民國國軍合作設置之氣象站，於2003年12月獨立設站至今。

## 沿革
1992年中央氣象局因應金馬地區戰地政務解除，於同年11月7日與駐馬祖之中華民國海軍配合設置地面氣象觀測儀器，雙方開始共同使用合作氣象站，蒐集當地資料供天氣分析與預報應用。
1994年9月接任氣象局局長的謝信良考量金馬地區實際需要與鄉親對於氣象的殷切需求，於1998年6月23日指派氣象局同仁前往連江縣與縣長、建設局長等人洽談獨立建氣象站之議題與會勘適合新建氣象站地點，並初步擇定南竿鄉秋桂山為建站用地，同年8月1日氣象局正式向交通部提報「建立金門及馬祖氣象站計畫（草案）」，1999年6月28日交通部同意金馬地區設站計畫，2000年7月5日行政院核示「原則同意設站，該計畫並請照本院有關機關意見修正」，正式核定金門、馬祖氣象站建站計畫。
2002年中央氣象局完成馬祖氣象站預定地私人土地購地，與公有土地移撥，2002年10月31日發包興建，2003年12月24日馬祖氣象站土木工程竣工，開始進行觀測儀器裝設，2004年1月1日觀測設備完成驗收開始馬祖地區地面氣象觀測業務。

## 建築結構
馬祖氣象站為中央氣象署新設氣象站，建築融入馬祖地區傳統閩東式建築風情，線條簡潔、色調樸實。

## 編制
馬祖氣象站依據中央氣象署三等氣象測報機構配置有主任1人、職員3人，採11小時人工觀測作業。

## 觀測項目

### 地面氣象觀測
馬祖氣象站建置地面氣象自動測報系統，每日觀測項目包含，氣壓、氣溫、風向、風速、濕度、雲、天氣現象、降水、日射、日照、能見度、蒸發量、地溫等氣象要素觀測，其中除了雲、天氣現象、蒸發量及地溫為人工觀測外，其他項目均採自動化觀測。2015年起增設閃電落雷、能見度與現在天氣儀、雨滴譜儀等自動觀測儀器。

### 酸雨觀測
馬祖氣象站於觀測坪設有酸雨收集器，當有適量以上降雨時，進行站內收集檢測。

### 物候觀測
馬祖氣象站利用站區空地選用採臺灣欒樹、山櫻花等植栽種植以進行物候生長特徵觀測。

### 輻射資料收集
馬祖氣象站配合行政院原子能委員會輻射偵測中心設置背景輻射監測儀器，蒐集馬祖地區輻射落塵水、空氣懸浮微粒抽氣實驗資料。

### 地震觀測
馬祖氣象站設有SMA1強震加速度儀、A-900強震儀，當地震發生時，可立即將地震觀測資料回傳臺北氣象署本部地震測報中心。

## 外部連結
- 交通部中央氣象署 - 馬祖氣象站 （页面存档备份，存于）（繁體中文）